# Championnats de Hongrie d'escrime 1931
Navigation
Édition précédente Édition suivante
Les championnats de Hongrie d'escrime 1931 ont lieu le 29 mars 1931 pour le fleuret féminin, le 19 avril 1931 pour le fleuret masculin, le 26 avril 1931 pour le sabre et le 13 décembre 1931 pour l'épée à Budapest. Ce sont les vingt-septièmes championnats d'escrime en Hongrie. Ils sont organisés par la MVSz.
György Piller rejoint la liste des doubles champions de Hongrie composée de Béla Békessy, Péter Tóth et Ödön Tersztyánszky. Il remporte cette année-là les épreuves de fleuret et de sabre.

## Classements
| Épreuves          | Or                         | Argent                             | Bronze                  |
| ----------------- | -------------------------- | ---------------------------------- | ----------------------- |
| Fleuret           |                            |                                    |                         |
| Hommes individuel | György Piller MAC          | Ottó Hatz Honvéd Tiszti VC         | János Hajdu Szolnoki VC |
| Femmes individuel | Erna Bogen BEAC            | Margit Dany MAC                    | Ilona Varga Kassai AC   |
| Sabre             |                            |                                    |                         |
| Hommes individuel | György Piller MAC          | Attila Petschauer Nemzeti VC       | Ernő Nagy MAC           |
| Epée              |                            |                                    |                         |
| Hommes individuel | György Rozgonyi Vénfiúk VC | Gusztáv Kalniczky Honvéd Tiszti VC | Ferenc Idrányi MAC      |